# Distretto di Ubinas
Il distretto di Ubinas è uno degli undici distretti della provincia di General Sánchez Cerro, in Perù. Si trova nella regione di Moquegua e si estende su una superficie di 874,57 chilometri quadrati.
Ha per capitale la città di Ubinas.